# 每日晴天！
《每日晴天！》是由日本小說作家菅野彰所執筆的Boy's Love系輕小說，由漫畫家二宮悦巳繪製插畫。此系列小說是菅野彰最為讀者所熟知的人氣小說之一，溫馨的故事情節，和漫畫家二宮悅巳清新的人物描繪，刻畫出系列作中各個鮮明的人物風景。1998年於日本德間書店《小說Chara》雜誌開始小說的連載，2000年在漫畫家二宮悅巳的繪筆下，於雜誌《Chara》中連載漫畫版本，並於2002年起出版了系列作有聲廣播劇CD。

## 故事概要
東京都墨田區龍頭町三丁目的帶刀家，七月的某個炎熱夏夜裡，一位自稱是志麻的丈夫、而且還是大河高中時期的好友阿蘇芳秀突然造訪，並且還帶著一個關西腔的拖油瓶，對於這位突如其來的訪客，給原本平靜的帶刀家帶來了不小的震撼。在這氣氛微妙的關係之下，帶刀家的兄弟們一夕之間全成了阿蘇芳的弟弟，旅行中的長女志麻也失蹤了，作為「目前」一家之主的大河，是否該決定將阿蘇芳留下？……於是帶刀家的兄弟們和秀、還有秀的養子勇太之間，展開了一段愛與歡笑的奇妙感人物語。

## 登場人物

### 主要角色
※聲優為廣播劇CD的陣容
- 帶刀 大河（おびなた たいが）（聲優：楠大典）

25歲。帶刀家長男。 科幻雜誌的編輯者，阿蘇芳秀的編輯擔當。
高中時期和同級生秀相戀。
名字的由來是從 而來（當時四歲的志麻所命名）。
- 帶刀 明信（おびなた あきのぶ）（聲優：私市淳、本田貴子（10歲的明信））

22歲。帶刀家的次男。大學生。自稱「帶刀家唯一的常識」、「防波堤」。
和志麻青梅竹馬的同級生木村龍是戀人。
名字的由來是從「真弓明信」的名字而來（當時七歲的志麻所命名）。
- 帶刀 丈（おびなた じょう）（聲優：岩田光央）

20歲。帶刀家的三男。拳擊手。初戀是明信（所做的雞肉菜蛋捲）。
不擅長整理房間以及家務。本人有 堅決的自我身體（名字?）主張。
名字的由來是從「真弓明信」於美國留學時期的暱稱而來（當時九歲的志麻所命名）。
- 帶刀 真弓（おびなた まゆみ）（聲優：竹内順子（年幼時期）、福山潤 [4]）

16歲。帶刀家的老么。高中生。與勇太相戀。暱稱是。
在家中時常稱呼自己為。而在學校及友人面前則自稱「俺」（おれ）。
因志麻想要一個妹妹的關係，六歲以前一直被打扮成女孩。在普通高中生的外表下，似乎隱藏了不為人知的秘密。
名字的由來是從「真弓明信」的姓氏而來（當時十三歲的志麻所命名）。
任性、天真的可愛男孩，集帶刀家兄長的寵愛於一身，擁有小惡魔般的性格。
- 阿蘇芳 秀（あすおう しゅう）（聲優：金丸淳一）

24歲。大河高中時期的同級生，現為科幻小說家。與大河相戀。
自幼時雙親逝世，由祖父母所扶養長大。
受大學教授所託，在大阪府岸和田市拿取資料的途中與勇太相遇，於是將勇太收養為養子。
敏銳溫柔的性格，很疼愛勇太，雖然偶爾也有優柔的一面，內心卻十分堅強。
- 阿蘇芳 勇太（あすおう ゆうた）（聲優：內藤玲、下岸昌代（年幼時期））

16歲。舊姓為信貴（しぎ）。和真弓是同級生與戀人。
出生於岸和田市由父親所撫養。小時後因被母親拋棄，而產生了對女性的不信任感。
年少時期曾經有一段荒唐的過去，十一歲時幸運的與秀相遇。經過一番迂迴曲折的過程而成為了秀的養子。
性情率直的青春少年，不喜歡看上去不協調的事物。
- 帶刀 志麻（おびなた しま）

29歲。帶刀家長女。從事過風化行業。現為社會新聞記者。
有四個弟弟，曾經是暴走族的特攻隊長。有待過感化院的經驗。
於探險（蜜月?）旅行中在南美洲失蹤。其弟弟們常說「不能違逆志麻姊」及「恐怖政治」。
- 木村 龍（きむら りゅう）（聲優：一條和矢）

29歲。木村鮮花店的店長。與明信相戀。
曾與志麻一起當著所謂的「傳說中的暴走族」，而懊悔著自己過去所做的壞事。
現在是龍頭町三丁目的青年團團長。

### 次要角色
- 佐藤 達也（さとう たつや）（聲優：上田祐司）

魚店的長男，外號（魚達）。與真弓從小即熟識，曾經暗戀穿著女裝的真弓。
- 御幸（聲優：齋賀觀月）

真弓與達也的青梅竹馬。隸屬私立龍頭女子高等學校劍道部，是位女同性戀。
曾經喜歡小時候的真弓，當發現真弓原來是個男生之後，戀情宣告結束。
- 巴斯[5]

帶刀家所飼養的十二歳老狗。真弓常叫牠（爺爺）。
志麻從暴走族小弟那裡強行抓來的小狗，當時才一歲半名字叫（小白）。

## 相關商品

### 小説
- 德間書店・Chara文庫 （尖端出版・MoonBleu小說）原作・菅野彰／插畫・二宮悦巳

1. （每日晴天！）
ISBN 4-19-900069-0 （日文）ISBN 957-10-3301-4 （中文）
2. （就是要愛你 每日晴天！2）
ISBN 4-19-900088-7 （日文）ISBN 957-10-3302-2 （中文）
3. （青澀誘惑  每日晴天！3）
ISBN 4-19-900100-X （日文）ISBN 957-10-3303-0 （中文）
4. （別急著愛我 每日晴天！4）
ISBN 4-19-900112-3 （日文）ISBN 957-10-3315-4 （中文）
5. （沉醉在我胸膛  每日晴天！5）
ISBN 4-19-900130-1 （日文） ISBN 957-10-3325-1 （中文）
6. （愛你24小時 每日晴天！6）
ISBN 4-19-900145-X （日文）ISBN 978-957-10-3526-0 （中文）
7. （愛戀萌芽時 每日晴天！7）
ISBN 4-19-900186-7 （日文）ISBN 978-957-10-3734-9 （中文）
8. ISBN 4-19-900218-9 （日文）
9. ISBN 4-19-900255-3 （日文）
10. ISBN 4-19-900290-1 （日文）
11. ISBN 4-19-900302-9 （日文）

### 漫畫
- 德間書店・Chara漫畫（尖端出版・MoonBleu漫畫）原作・菅野彰／漫畫・二宮悦巳

1. ISBN 4-19-960141-4
2. ISBN 4-19-960160-0
3. ISBN 4-19-960181-3
4. ISBN 4-19-960202-X
5. ISBN 4-19-960221-6
6. ISBN 4-19-960257-7
7. ISBN 4-19-960290-9
8. ISBN 4-19-960313-1
9. ISBN 4-19-960332-8
10. ISBN 4-19-960354-9

### 廣播劇CD
- movic第6事業部・Chara CD Collection 原作・菅野彰／插畫・二宮悦巳

1. MACY-2002（2002/02/27）
2. MACY-2009（2003/02/28）
3. MACY-2016 （2004/04/24）
4. MACY-2021 （2005/02/26）
5. MACY-2026（2006/02/24）
6. MACY-2032（2007/02/23）

## 外部連結
- （日語）德間書店《Chara》雜誌官方網站 （页面存档备份，存于）